# DEMONS' SCORE
『DEMONS' SCORE』（デモンズスコア）は、イニスが開発しスクウェア・エニックスより2012年9月19日に配信されたスマートフォン向けゲームアプリ。
2014年にサービスを終了した。

## 概要
開発にはUnreal Engine3が採用されている。音楽に合わせてタッチ、フリック、スライド操作を行い悪魔を撃破するブレイクビーツアクションゲーム。
プレイヤーは少女セレニティとなり行方不明になった父を探すため、悪魔の力を憑依させる高機能アプリケーションソフト“Demons’ Score”を武器に悪魔がうごめく研究所を進んでいく。“Demons’ Score”で憑依させた悪魔により、セレニティの能力はもちろん、コスチュームや性格、ボイスまでも変化する仕組みになっている。
著名な声優、アイドル、ゲーム音楽の作曲家が複数参加しているのも本作の特徴である。

## ゲーム内容・システム
ゲームモードは、ストーリーモードとフリーモードのふたつで、EASY、NORMAL、HARDの3段階から難易度選択が可能になっている。
マーカーに合わせて画面をタッチする点では多くの音楽ゲームと同じだが、ステージはトラック1と2に分かれており、前者が雑魚敵中心のステージであるのに対し、後者はそのステージのボスを撃破する内容となっている。なお、悪魔を憑依させると、トラックのステージは憑依させた悪魔に合わせたアレンジ楽曲に変化する。

## 登場キャラクター

### メインキャラクター
セレニティ
声 - 浅倉杏美 / 曲 - 水田直志
本作の主人公。父からメールが届き、父の勤務先であるマサチューセッツ州セイラムの研究施設に足を運んだ。
デイヴィッド
声 - 中尾隆聖
セレニティを案内する熊のぬいぐるみで、セレニティの父の助手を自称している。

### 悪魔
アスモデウス
声 - 矢尾一樹 / 曲 - 岡部啓一
情欲をつかさどる悪魔で、乱暴な性格をしている。セレニティに憑依すると、彼女の容姿が色っぽくなる。
ベリアル
声 - 千葉繁 / 曲 - 菊田裕樹
魔界の大公。DJベリアルを自称するファンキーな悪魔。ワルプルギス・ナイトという音楽祭を開こうと企んでいる。セレニティに憑依すると、髪型をアフロにするなど、ファンキーな容姿に変化させる。
エリゴール
声 - 杉田智和 / 曲 - 屋敷貴道
魔界の貴公子で、耽美的なナルシスト。音楽用語を多用するも、あまり意味を理解せずに使っている。
アザゼル
声 - 若本規夫 / 曲 - 下村陽子
仮面の悪魔。熱血漢で、好戦的な性格。ルチャドールのような容姿をしており、セレニティ憑依時もそれが反映されている。
ベリト
声 - 玄田哲章 / 曲 - 山崎良
剣の名手である悪魔。修行にこっており、強者を求めて世界を旅していた。
ダンタリオン
声 - 下田麻美 / 曲 - ZUNTATA
知識をつかさどる悪魔。かなりのレトロゲーマーだけあって、ドット絵で描かれた顔だけの少女の姿をしている。
ベルゼバブ
声 - ももいろクローバーZ / 曲 - 前山田健一
バブちんを自称する魔界のアイドルで、5人の人格を宿している。見た目は蠅をモチーフにした肥満の少女。セレニティに憑依すると、服装がセーラー服に変化する。
リリス
声 - 茅原実里 / 曲 - 伊藤賢治
女悪魔。全身を様々な拷問具で拘束された女性の姿をしている。鋼鉄のボディを持ち相手の攻撃を跳ね返すが、自身が攻撃するときは身体が開きとげだらけの内部を露出させる。セレニティに憑依すると、服装がナース服に変化する。
アスタロト
声 - 田中敦子 / 曲 - 田中公平
魔界の大公。
サタン
声 - 銀河万丈 / 曲 - 岩崎英則
言わずと知れた大物悪魔。セレニティの父の失踪に関連がある。